# Nowellia wrightii
Espèce
Statut de conservation UICN

 VU (needs updating) B1+2c : Vulnérable
Nowellia wrightii est une espèce de plantes de la famille des Cephaloziaceae endémique de Cuba.